# Episodi di Cadfael - I misteri dell'abbazia
La serie televisiva Cadfael - I misteri dell'abbazia è andata in onda nel Regno Unito su ITV Central dal 29 maggio 1994 al 28 dicembre 1998. È composta da tredici episodi, andati in onda in quattro stagioni, di seguito elencate.
| Stagione | Titolo originale          | Titolo italiano             | Prima TV UK      | Prima TV Italia |
| -------- | ------------------------- | --------------------------- | ---------------- | --------------- |
| 1        | One Corpse Too Many       | Un cadavere di troppo       | 29 maggio 1994   |                 |
| 1        | The Sanctuary Sparrow     | Il rifugiato dell'abbazia   | 5 giugno 1994    |                 |
| 1        | The Leper of Saint Giles  | Il lebbroso di St. Giles    | 12 giugno 1994   |                 |
| 1        | Monk's Hood               | Il cappuccio del monaco     | 19 giugno 1994   |                 |
| 2        | The Virgin in the Ice     | La vergine nel ghiaccio     | 26 dicembre 1995 |                 |
| 2        | The Devil's Novice        | Il novizio del diavolo      | 18 agosto 1996   |                 |
| 2        | A Morbid Taste for Bones  | Le reliquie di St. Winifred | 25 agosto 1996   |                 |
| 3        | The Rose Rent             | Il roseto ardente           | 12 agosto 1997   |                 |
| 3        | Saint Peter's Fair        | La fiera di St. Peter       | 19 agosto 1997   |                 |
| 3        | The Raven in the Foregate | Il corvo dell'abbazia       | 26 agosto 1997   |                 |
| 4        | The Holy Thief            | Il ladro santo              | 23 giugno 1998   |                 |
| 4        | The Potter's Field        | Il campo del vasaio         | 23 dicembre 1998 |                 |
| 4        | The Pilgrim of Hate       | Il pellegrino dell'odio     | 28 dicembre 1998 |                 |

## Le reliquie di St. Winifred
- Titolo originale: A Morbid Taste for Bones
- Diretto da: Richard Stroud
- Scritto da: Christopher Russell

### Trama
La storia narra della diatriba in corso fra i monaci benedettini di Shrewsbury e gli abitanti di una piccola città del Galles per il possesso di misteriose reliquie di Santa Winifred, fino a portare morte e mistero nei luoghi, e solo investigando si scoprirà la verità.